# هاريس فوتشكيتش
هاري فوتشكيتش (بالسلوفينية: Haris Vučkić)‏ وهو لاعب كرة قدم سلوفيني في مركز الوسط المهاجم ولد في يوم 21 أغسطس 1992 في مدينة ليوبليانا في سلوفينيا وهو يلعب حالياً مع نادي نيوكاسل يونايتد وسبق له اللعب مع نادي روثرهام ونادي كارديف سيتي ونادي دومزيل ولعب مع منتخب سلوفينيا لكرة القدم.

## مسيرته الكروية
لعب هاريس فوتشكيتش خلال مسيرته الاحترافية مع 8 أندية في سبعة عشر موسمًا وسجل خلالها 31 هدفًا ضمن 124 مباراة. ولم يفز بأي موسم بالكأس وفاز في موسم واحد بالدوري.
خاض هاريس فوتشكيتش مسيرته مع نادي دومجاله في موسم 2007–08 ولمدة موسمين، مشاركًا في 5 مباريات ولم يسجل أي هدف. ثم انتقل إلى نادي نيوكاسل يونايتد في موسم 2008–09 في المرة الأولى واستمر معه طيلة ثلاثة مواسم ثم في موسم 2012–13 واستمر معه طيلة ثلاثة مواسم ثم في موسم 2016–17 لمدة موسم واحد، حيث شارك طوالها في 7 مباريات ولم يسجل أي هدف أيضًا. لينتقل بعدها إلى نادي كارديف سيتي في موسم 2011–12 لمدة موسم واحد، مشاركًا في 5 مباريات سجل خلالها هدفًا واحدًا. ثم انتقل إلى نادي روذرهام يونايتد في موسم 2013–14 لمدة موسم واحد، مشاركًا في 23 مباراة سجل خلالها 4 أهداف. هذا وانتقل لاحقًا إلى نادي رينجرز في موسم 2014–15 لمدة موسم واحد، مشاركًا في 15 مباراة سجل خلالها 8 أهداف. ثم انتقل بعدها إلى نادي ويغان أتلتيك في موسم 2015–16 لمدة موسم واحد، مشاركًا في 15 مباراة سجل خلالها هدفين. ليعود وينتقل من جديد، لكن هذه المرة إلى نادي تفينتي أنشخيدة في موسم 2017–18 واستمر معه طيلة ثلاثة مواسم، مشاركًا في 44 مباراة سجل خلالها 15 هدفًا.

## روابط خارجية
- هاريس فوتشكيتش على موقع الاتحاد الدولي (مؤرشف)  (الإنجليزية)
- هاريس فوتشكيتش على موقع الاتحاد الأوربي (الإنجليزية)
- هاريس فوتشكيتش على موقع قاعدة بيانات كرة القدم.إي يو (الإنجليزية)
- هاريس فوتشكيتش على موقع ناشيونال فوتبول تيمز (الإنجليزية)
- هاريس فوتشكيتش على موقع Soccerbase.com (لاعب) (الإنجليزية)
- هاريس فوتشكيتش على موقع Soccerway.com (الإنجليزية)
- هاريس فوتشكيتش على موقع عالم كرة القدم.نت (الإنجليزية)
- هاريس فوتشكيتش على موقع AS.com (الإسبانية)